# Verkade-albums

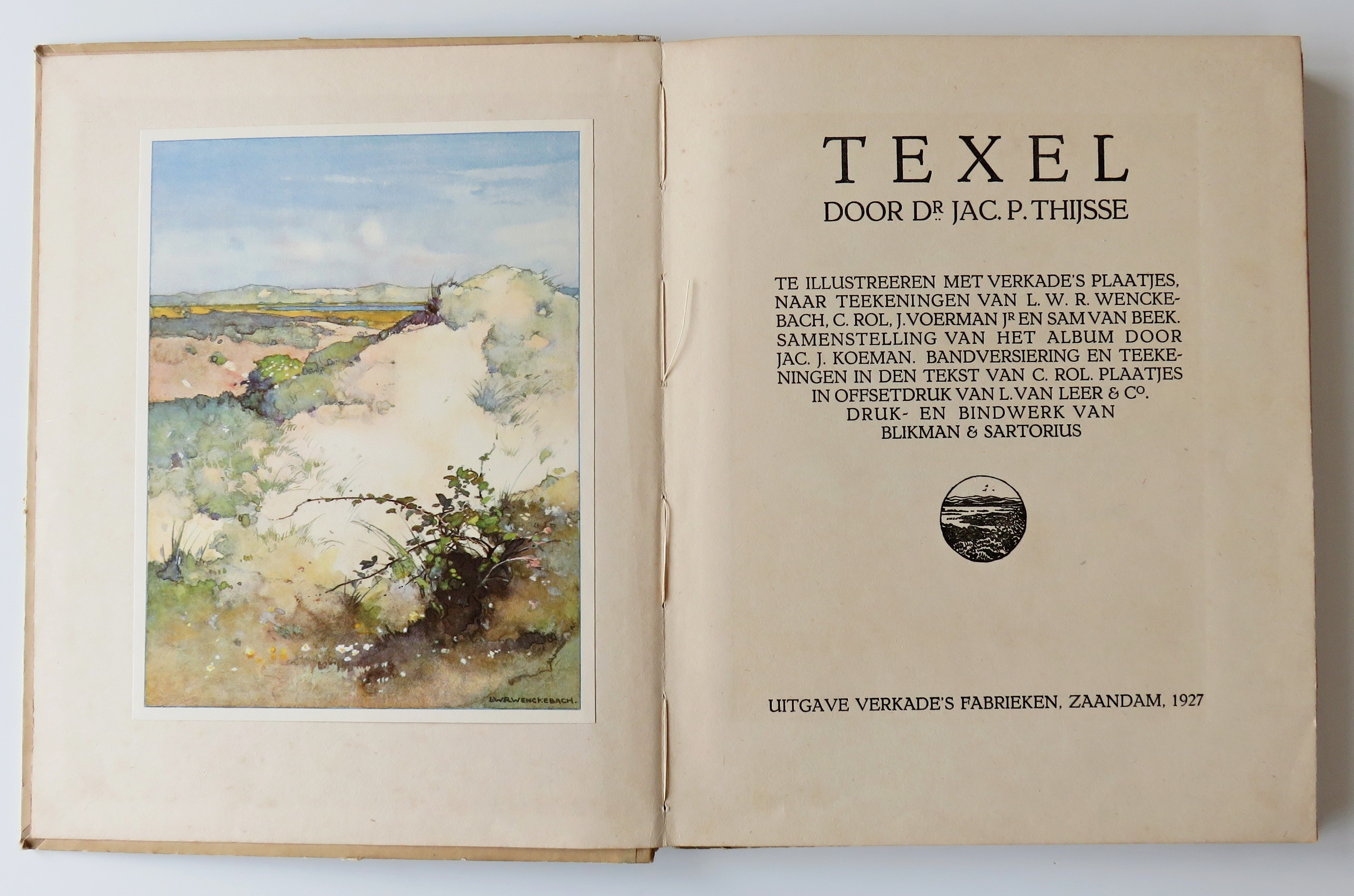
Verkade-album Texel

Verkade-albums zijn in 1903 ontstaan toen de koekfabrikant Verkade, evenals in Duitsland reeds in de 19e eeuw de Keulse chocoladefabrikant Stollwerck,  plaatjes bij zijn producten ging voegen, die konden worden verzameld en in speciaal daarvoor gemaakte albums konden worden ingeplakt.

## Achtergrond

### Algemeen
Het begon met drie sprookjesalbums, met plaatjes die in Duitsland waren aangekocht. Deze uitgaves werden een groot succes, waarop Verkade besloot om andere albums uit te gaan geven, over diverse aspecten van de natuur en het landschap in Nederland. In de periode 1903 tot en met 1940 zijn er successievelijk 30 albums uitgegeven. Het totaal in omloop gebrachte exemplaren van de gedrukte albums was ongeveer 3,2 miljoen met een recordaantal van 30 miljoen losse plaatjes, om in te plakken. In 1904 werd Jac. P. Thijsse benaderd door het Verkade-bedrijf; uiteindelijk zou hij de schrijver worden van 18 van de 30 Verkade-albums die zijn verschenen. De jonge Jan Voerman jr. was een van de eerste illustratoren (aangetrouwde familie). Het begon in 1906 met de albums Lente, Zomer, Herfst en Winter. Alle verschenen albums behaalden voor Nederlandse begrippen enorme oplagen, behalve het album Friesland; dit album behoort nu tot de meest gezochte Verkade-albums door verzamelaars. Door de Eerste Wereldoorlog was er een nijpend tekort aan papier, zodat er slechts een kleine oplage van gemaakt kon worden; na een kleine tweede druk in 1919 stopte Verkade tijdelijk met de albums en plaatjes, in afwachting van betere tijden. In 1925 werden de jaarlijkse uitgaven hervat.

### Jac. P. Thijsse
In 1904 werd Thijsse benaderd om tegen betaling de teksten te willen verzorgen voor de albums. Bij de koekjes van Verkade zaten plaatjes gevoegd, die men in de albums in genummerde kaders kon plakken als illustratie bij de voorgedrukte tekst van Thijsse. Thijsse schijnt te hebben uitgeroepen:  'Ze hebben me voor de reclame gevraagd!' , maar hij ging uiteindelijk toch in zee met Verkade, en de albums werden een groot succes. Een aantal haalde een oplage van meer dan 100.000 exemplaren. Bovendien bereikten ze mensen uit een groot deel van de samenleving, hoewel de Verkade-koekjes voor het armste deel van de bevolking veelal te duur waren. De serie albums begon met de delen Lente, Zomer, Herfst en Winter. Later verschenen albums over biotopen en natuurgebieden, zoals Het Naardermeer.

### Jan Voerman jr.
Jan Voerman sr. werd gevraagd door de firma Verkade (familie van zijn vrouw Anna Verkade) om mee te werken aan het schilderen van nieuwe plaatjes voor de reeks Verkade-albums. Hij schoof de opdracht echter door aan zijn zoon Jan Voerman jr. die toen slechts 16 jaar oud was. In augustus 1905 stuurde de jongen zijn eerste aquarellen voor het album Lente naar de fabriek in Zaandam; op 8 september kwam er een brief met het antwoord: '..de tekeningen zijn heel goed, Thijsse vond het ook.'  Zijn oom schreef hem na het tweede album Zomer, waar hij ook aan mee had gewerkt, dat veel mensen in het land over zijn illustraties begonnen te praten. Jarenlang werkte Jan jr. vervolgens nog mee aan de Verkade Albums, waarmee hij veel bekendheid verwierf als een van de eerste illustrators van de Verkade-albums. Andere illustrators van de albums waren onder andere Rol sr., Rol jr. Willem Wenckebach en Jan van Oort.

### Willem Wenckebach
Willem Wenckebach is het meest bekend gebleven door zijn pentekeningen en aquarellen - in een impressionistische, kleurrijke stijl - voor de Verkade-albums van Jac. P. Thijsse. Bekende voorbeelden zijn Het Naardermeer (1912) en Texel (1927). De illustraties maakte hij op zijn tochten door Nederland, die hij, samen met Jac. P. Thijsse en de andere illustratoren van de albums, ondernam. Voor Het Naardermeer maakte Wenckebach ook het ontwerp voor de boekband.

### Henricus Rol
Henricus Rol was een zoon van Cornelis Rol (1877-1963) en werd ook grafisch kunstenaar; hij kreeg les van zijn vader. Zijn verdere opleiding volgde hij aan de Academie van Beeldende Kunsten in Den Haag. Hij is - net als zijn vader (die werkte voor o.a. het Texel-album) - vooral bekend geworden als een van de makers van de plaatjes voor de Verkade-albums, waaronder een aantal met tekst, van Jac. P. Thijsse. Hij tekende met pen en aquarelleerde afbeeldingen voor De Bloemen en haar Vrienden (1934), Omgang met planten en Eik en beuk (1935). Ook schilderde hij voor de albums Dierenleven in Artis (1939), Apen en hoefdieren in Artis (1940) en Vogels in Artis, en voor het album Hans de Torenkraai (1935). Aan de laatste twee albums werkte hij samen met zijn vader.

### Jan van Oort
Jan Van Oort is ook vooral bekend geworden als een van de schilders van de plaatjes voor de Verkade-albums van Jac. P. Thijsse. Hij schilderde in de periode 1906-1913 voor acht albums: Lente, Zomer, Herfst, Winter, Blonde Duinen, Bonte Wei, Bosch en Heide, en voor Het Naardermeer. De jaargetijden-albums hadden aquarellen; voor het bekende Het Naardermeer koos hij voor olieverf, waardoor de afbeeldingen daarin wat zwaar en grof aandoen. Al vanaf 1901 had van Oort fijnzinnige, zij het soms wat stijve illustraties geleverd voor werk van Thijsse (en Heimans): in 1901 voor In het Bosch, een deeltje van de reeks Van vlinders, bloemen en vogels; in 1904 voor Het Vogeljaar; deze laatste tekeningen zijn ook opgenomen in Het Vogelboekje (1912).

## Alle Verkade-albums
| Nr. | Jaar | Album                         | Auteur           |
| --- | ---- | ----------------------------- | ---------------- |
| 1   | 1903 | Plaatjesalbum 1, serie A-X    |                  |
| 2   | 1904 | Plaatjesalbum 2, serie 25-48  |                  |
| 3   | 1905 | Plaatjesalbum 3, serie 49-72  |                  |
| 4   | 1906 | Lente                         | Jac. P. Thijsse  |
| 5   | 1907 | Zomer                         | Jac. P. Thijsse  |
| 6   | 1908 | Herfst                        | Jac. P. Thijsse  |
| 7   | 1909 | Winter                        | Jac. P. Thijsse  |
| 8   | 1910 | Blonde Duinen                 | Jac. P. Thijsse  |
| 9   | 1911 | Bonte Wei                     | Jac. P. Thijsse  |
| 10  | 1912 | Het Naardermeer               | Jac. P. Thijsse  |
| 11  | 1913 | Bosch en Heide                | Jac. P. Thijsse  |
| 12  | 1914 | Langs de Zuiderzee            | Jac. P. Thijsse  |
| 13  | 1915 | De Vecht                      | Jac. P. Thijsse  |
| 14  | 1916 | De IJsel                      | Jac. P. Thijsse  |
| 15  | 1918 | Friesland                     | Jac. P. Thijsse  |
| 16  | 1925 | Mijn Aquarium                 | A.F.J. Portielje |
| 17  | 1926 | De Bloemen in onzen Tuin      | Jac. P. Thijsse  |
| 18  | 1927 | Texel                         | Jac. P. Thijsse  |
| 19  | 1928 | Kamerplanten                  | A.J. van Laren   |
| 20  | 1929 | Paddenstoelen                 | Jac. P. Thijsse  |
| 21  | 1930 | Zeewateraquarium en terrarium | A.F.J. Portielje |
| 22  | 1931 | Cactussen                     | A.J. van Laren   |
| 23  | 1932 | Vetplanten                    | A.J. van Laren   |
| 24  | 1934 | De Bloemen en haar Vrienden   | Jac. P. Thijsse  |
| 25  | 1935 | Hans de Torenkraai            | H.E. Kuylman     |
| 26  | 1936 | De Boerderij                  | H.E. Kuylman     |
| 27  | 1937 | Waar wij wonen                | Jac. P. Thijsse  |
| 28  | 1938 | Onze Groote Rivieren          | Jac. P. Thijsse  |
| 29  | 1939 | Dierenleven in Artis          | A.F.J. Portielje |
| 30  | 1940 | Apen en Hoefdieren in Artis   | A.F.J. Portielje |

## Galerij van illustraties en pagina's

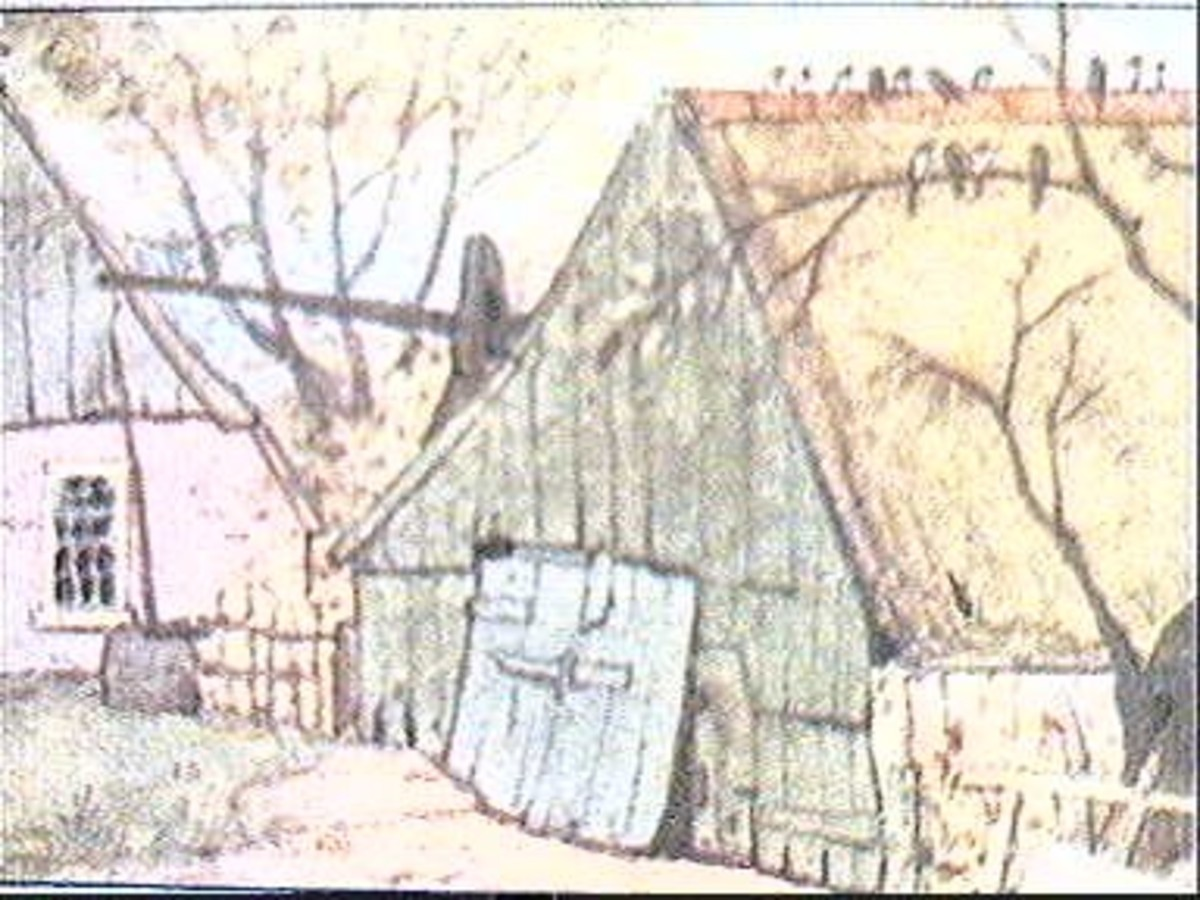
afbeelding van aquarel van een boerderij, in album Herfst, c. 1908
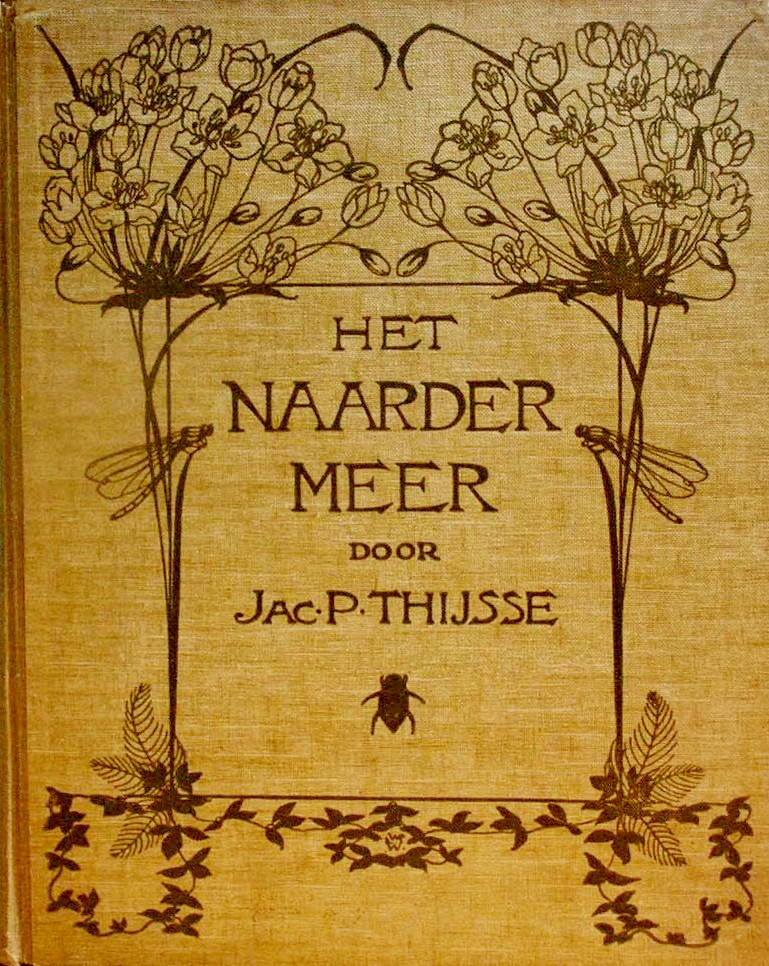
linnen cover van Het Naardermeer, 1912
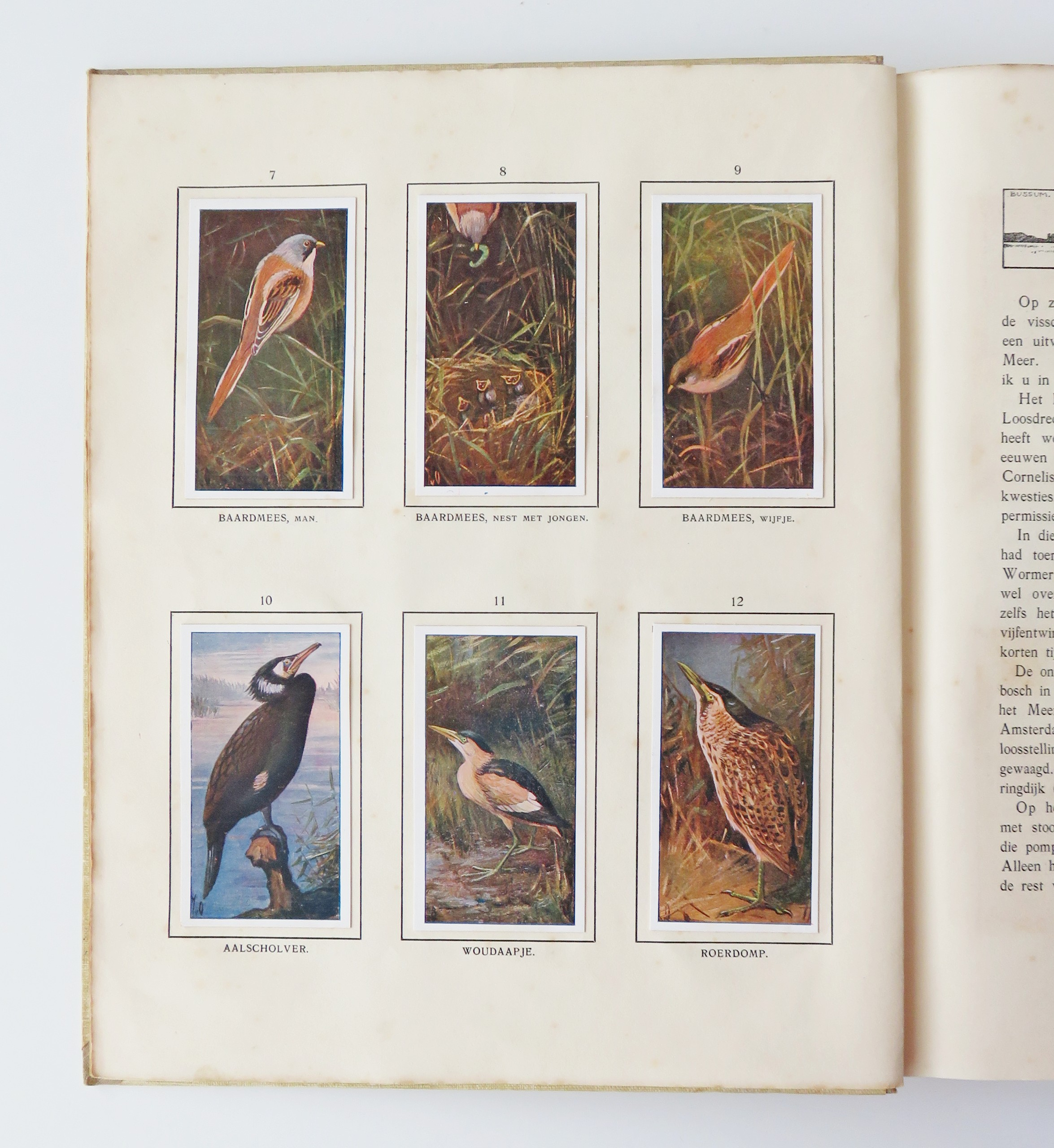
6 plaatjes van het album Het Naardermeer, 1912, geschilderd door Jan van Oort

## Andere uitgaven van en over Verkade
- 1907 Verhalen en Sprookjes (door Tante Lize)
- 1965 Vogelzang (Jac. P. Thijsse; manuscript daterend van 1938)
- 1986 100 jaar Verkade
- 1988 Vogels in Artis (A.F.J. Portielje; daterend van 1941, destijds niet uitgegeven door oorlog)
- 1990 Dichter bij de natuur: Bos, heide en parklandschap
- 1991 Dichter bij de natuur: Waterlandschappen
- 1995 Eik en Beuk (Jac. P. Thijsse; manuscript daterend van 1935)
- 1997 Ruytermeisjes en Verkadevrouwen
- 2005 Een leven in Biskwie en Chocolade